# (5659) Vergara
(5659) 1968 OA1 es un asteroide perteneciente al cinturón de asteroides descubierto el 18 de julio de 1968 por Carlos Torres y el también astrónomo S. Cofré desde la Estación Astronómica de Cerro El Roble, Chile.

## Designación y nombre
Designado provisionalmente como 1968 OA1. Fue nombrado Vergara en honor a la astrónoma uruguaya Gladys Vergara Gavagnin, conocida por sus cálculos sobre eclipses en la época en que no lo hacían las computadoras. También fue exdirectora del Observatorio Astronómico de Montevideo, cofundadora de la Asociación de Aficionados a la Astronomía y del Comité Nacional de Astronomía. También fue cofundadora y secretaria del Comité Antártico Uruguayo.

## Características orbitales
Vergara está situado a una distancia media del Sol de 2,330 ua, pudiendo alejarse hasta 2,620 ua y acercarse hasta 2,040 ua. Su excentricidad es 0,124 y la inclinación orbital 6,410 grados. Emplea 1299,40 días en completar una órbita alrededor del Sol.

## Características físicas
La magnitud absoluta de 1968 OA1 es 15.